# Норвешка круна
Круна (норв. krone) је валута Норвешке. Дели се на 100 ереа (øre). Међународни ISO 4217 код је NOK а најчешће се користи скраћеница kr.
Круне издаје Банка Норвешке. Инфлација у 2006. је била 2,3%. 
Уведена је 1875. у оквиру Скандинавског монетарног савеза са Шведском и Данском. Када је савез расформиран, државе чланице су одлучиле да задрже назив „круна“ за своје валуте. 
Папирне новчанице се издају у апоенима од 50, 100, 200, 500 и 1.000 круна а ковани новац у апоенима од 50 ереа и 1, 5, 10 и 20 круна.

## Папирне новчанице
На актуелним папирним новчаницама су приказани норвешки уметници и научници.
| Слика | Слика | Вредност   | Величина (mm) | Боја      | Портрет                     |
| ----- | ----- | ---------- | ------------- | --------- | --------------------------- |
|       |       | 50 круна   | 128 x 60      | зелена    | Петер Кристен Асбјорнсен () |
|       |       | 100 круна  | 136 x 65      | црвена    | Кирстен Флагстад ()         |
|       |       | 200 круна  | 144 x 70      | плава     | Кристијан Биркеланд ()      |
|       |       | 500 круна  | 152 x 75      | браон     | Зигрид Ундсет ()            |
|       |       | 1000 круна | 160 x 80      | љубичаста | Едвард Мунк ()              |

## Кованице
Сав ковани новац на себи носи норвешке симболе и ознаке, као на пример стилизовани викиншки брод, орнаменте скандинавских цркви брвнара као и мотив Норвешког краљевског ордена светог Олафа.
На кованицама од 10 и 20 круна, налази се полупортрет норвешког краља Харалда V.. Постоји и много посебних издања кованице од 20 круна са другим мотивима.
| Слика | Вредност | Пречник () | Маса () | Дебљина () | Ивица/Опис                  |
| ----- | -------- | ---------- | ------- | ---------- | --------------------------- |
|       | 50 ереа  | 18,5       | 3,6     | 1,70       | углачана површина           |
|       | 1 круна  | 21         | 4,35    | 1,70       | углачана површина, са рупом |
|       | 5 круна  | 26         | 7,85    | 2,00       | орнаменти, са рупом         |
|       | 10 круна | 24         | 6,8     | 2,00       | делимично храпава површина  |
|       | 20 круна | 27,5       | 9,9     | 2,20       | углачана површина           |